# Статуя Единства
Статуя Единства (хинди स्टैच्यू ऑफ यूनिटी) (англ. Statue of Unity) — памятник в виде статуи в честь Валлабхаи Пателя, заместителя премьер-министра Индии и одного из лидеров движения за независимость Индии, на острове Садху на реке Нармада в штате Гуджарат. Статуя является самой большой в мире: её высота вместе с постаментом составляет 240 метров, причём 182 метра приходится на собственно человеческую фигуру. Статуя Единства почти в 2,5 раза выше Статуи Свободы (с учётом постаментов), и в четыре раза выше (без учёта постаментов).
Цель строительства была объявлена в 2013 году. Автором проекта стал индийский скульптор Рам Сутар. Открыта 31 октября 2018 года (по случаю 143-й годовщины со дня рождения Пателя) премьер-министром Нарендрой Моди.
Эта статуя будет возвышаться высоко, не только в метрах или футах, но гораздо больше с точки зрения её академических, исторических, национальных и духовных ценностей. Моё видение состоит в том, чтобы развить это место как источник вдохновения для грядущих эпох.

— Нарендра Моди, премьер-министр.

## Создание статуи
Валлаббхаи Патель — один из виднейших лидеров движения за независимость Индии, первый заместитель премьер-министра Индии и человек, ответственный за объединение сотен княжеских государств в целях формирования современного политического ландшафта Индии. Патель был членом Индийского национального конгресса. В первые дни независимой Индии политика Национального Конгресса формировалась в восприятии многих современников двумя доминирующими личностями, одной из которых был Джавахарлал Неру, а другой Патель, который был министром внутренних дел. Они были друзьями, но имели разные взгляды на внутреннюю и внешнюю политику Индии. Неру был социалистом и атеистом, во многих аспектах экономической политики воспринимавшим Советский Союз как образец для подражания. Патель же придерживался более консервативной позиции и был более привержен идее «индуистско-хиндийского» национализма. Патель умер в 1950 году, вскоре после создания Индийской Республики. Политика Индии в последующие годы была решительно определена идеями Неру, который оставался премьер-министром до своей смерти в 1964 году.
Патель широко почитается в индийском обществе. Это относится, в особенности, к сторонникам индуистских националистических партий, таких, как партия Бхаратия Джаната, которая пришла к власти в 2014 году. Уже в качестве премьер-министра член этой партии Нарендра Моди, который находится на своём посту с 2014 года, сделал несколько заявлений, выражающих его несогласие с политикой Неру и уважение к Пателю. Участвуя в парламентских дебатах, премьер-министр заявил, что если бы в своё время, после обретения независимости, премьер-министром стал не «социалист» Неру, а «националист» Патель, то сегодня «весь Кашмир» был бы частью Индии.

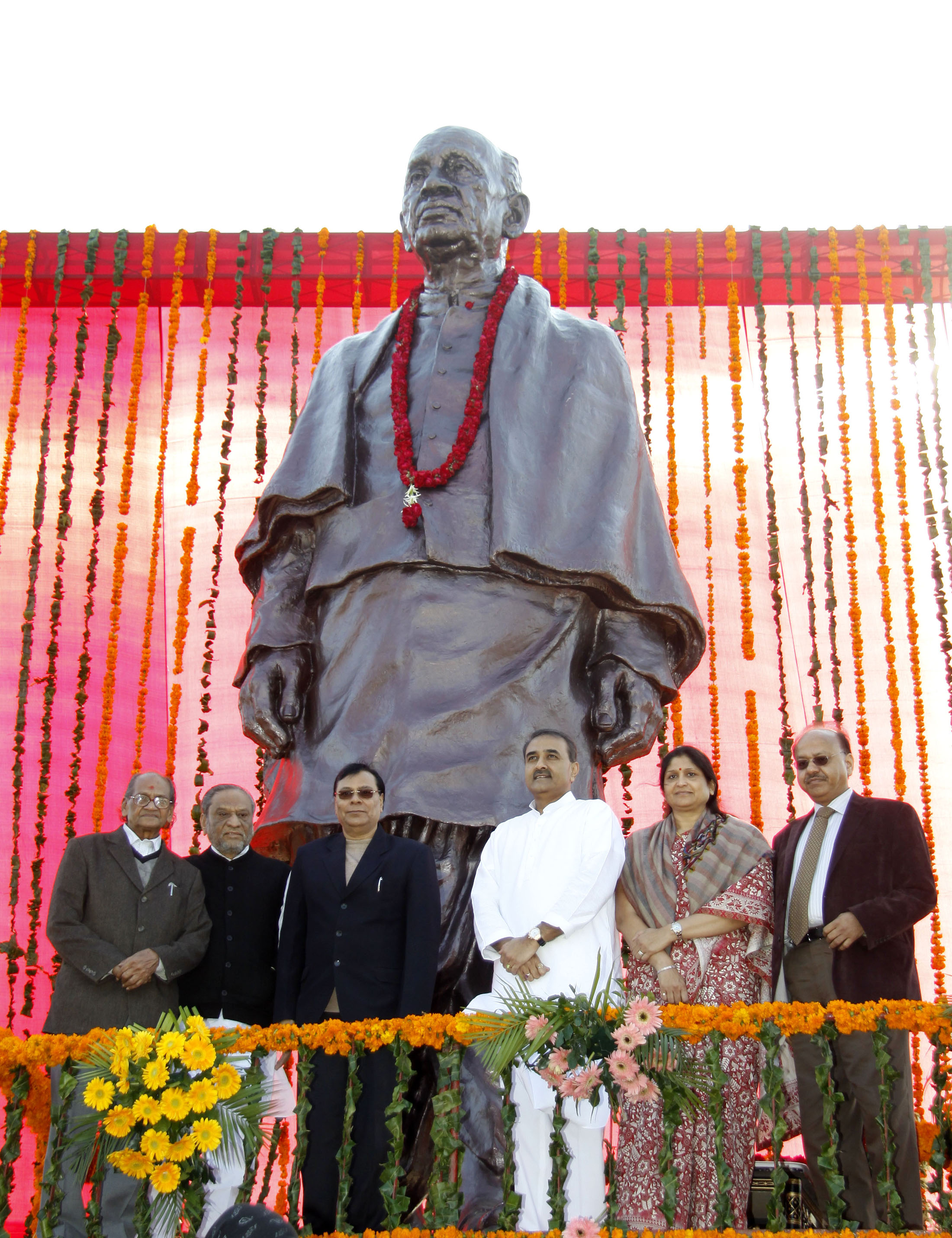
Статуя Пателя, установленная в международном аэропорту Ахмедабад (Статуя Единства является её многократно увеличенной копией)

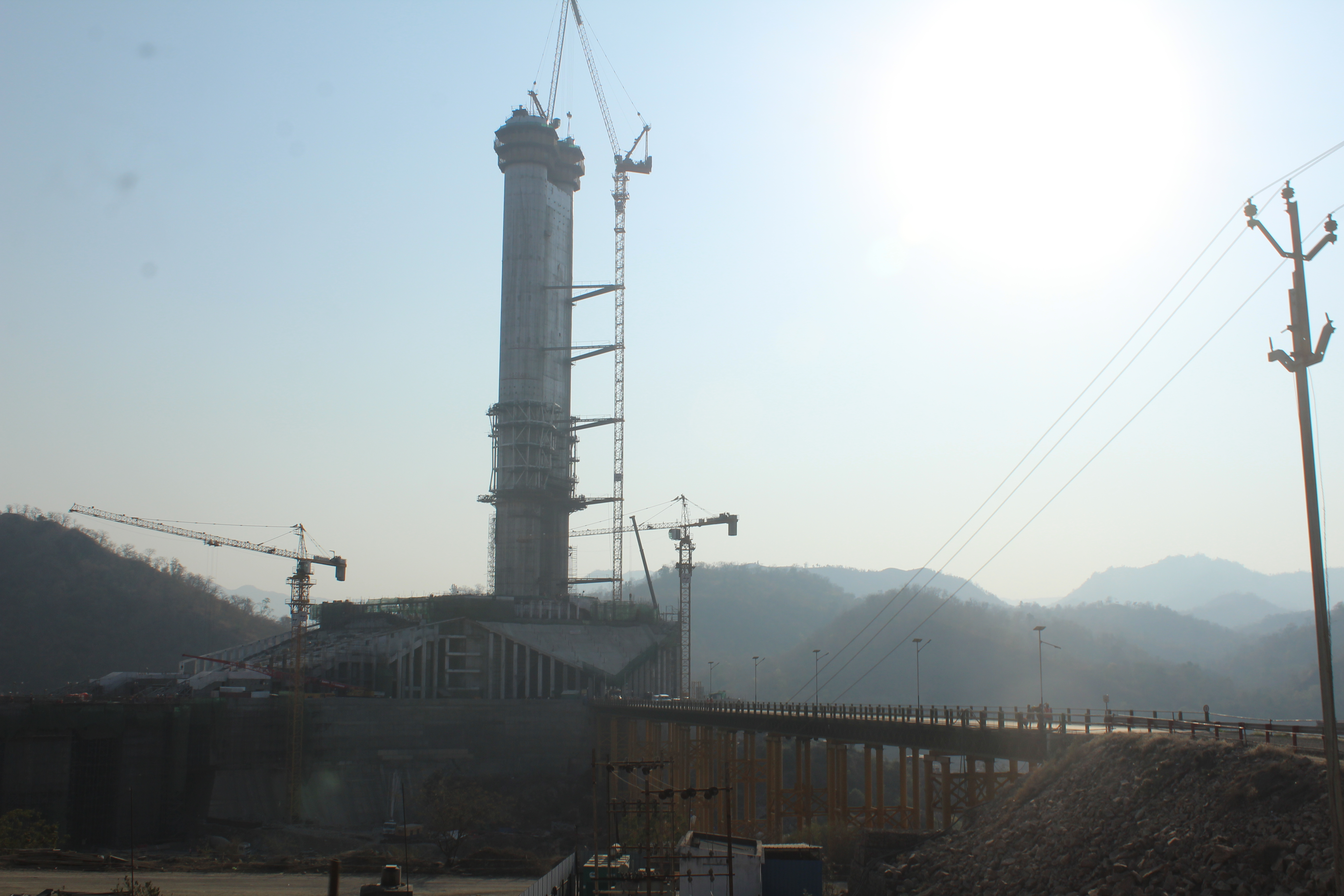
Статуя состоит из двух железобетонных опорных цилиндров, которые окружены стальным каркасом

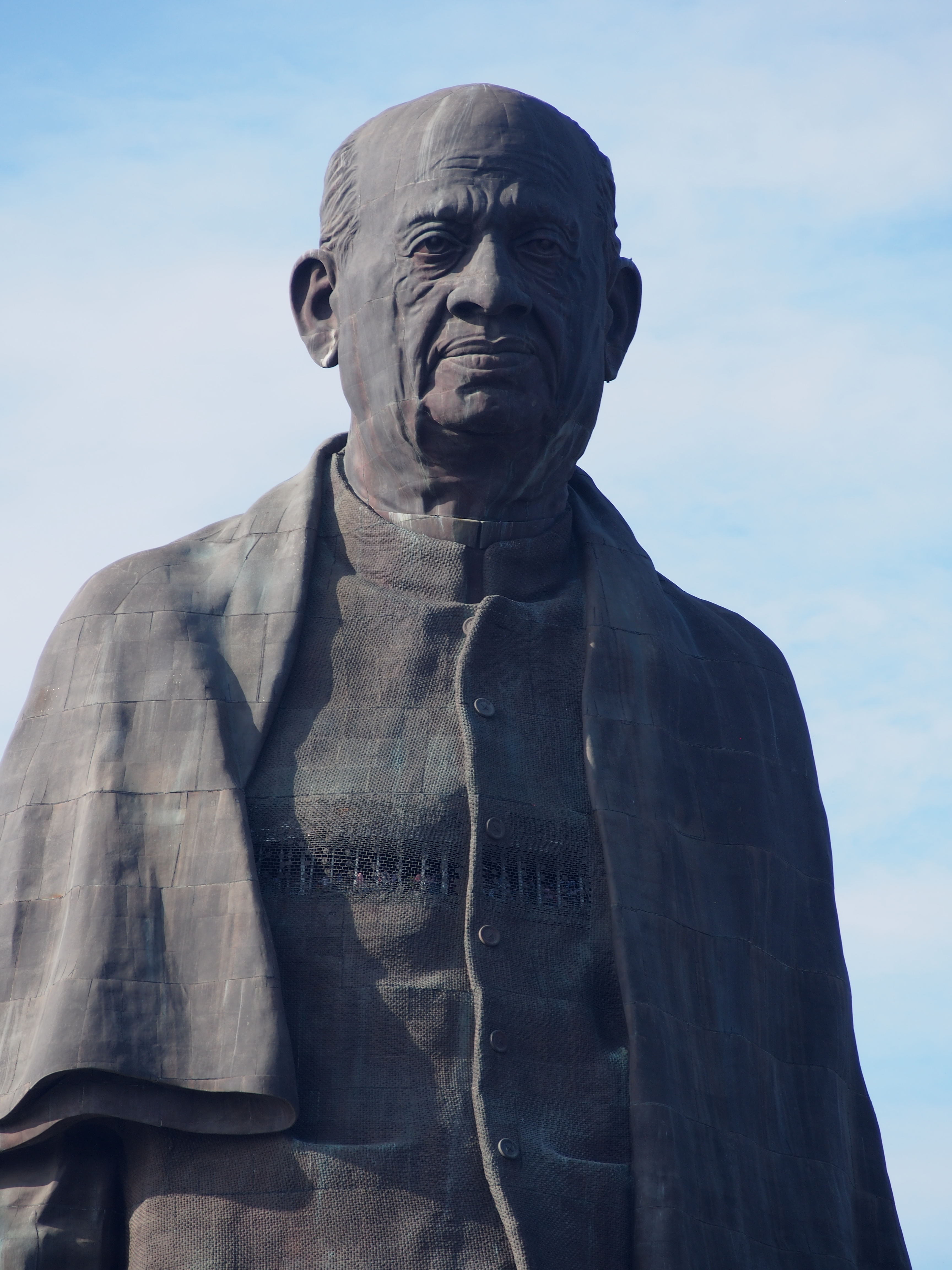
На высоте 153 метра, на уровне груди, расположена смотровая площадка с окнами, прорезанными в обшивке статуи

Нарендра Моди впервые анонсировал проект, посвящённый памяти Сардара Валлабхаи Пателя, 7 октября 2010 года на пресс-конференции, посвящённой началу своего 10-го года в качестве главного министра Гуджарата. В то время проект был назван «данью Гуджарату народу». Для осуществления проекта правительством Гуджарата было создано специальное агентство, получившее название Sardar Vallabhbhai Patel Rashtriya Ekta Trust (SVPRET).
Кампания, названная Движением за Статую Единства, былa начата, чтобы поддержать строительство статуи. Это движение собирало железо, якобы необходимое для статуи, призывая индийских фермеров жертвовать свои старые сельскохозяйственные инструменты на металлолом. В конечном итоге было собрано 5000 тонн железа. Хотя первоначально этот материал предназначалось использовать для статуи, позднее было решено, что собранное железо вместо этого будет использоваться для других частей проекта. Движение за Статую Единства организовало всенародное ходатайство, которое было подписано примерно 20 миллионами человек. 15 декабря 2013 года в Сурате состоялся марафон Run for Unity в поддержку проекта. Изучив многочисленные статуи Пателя по всей стране, команда историков, художников и учёных предпочла использовать дизайн, представленный индийским скульптором Рамом Ванджи Сутаром, который ранее уже создал множество скульптур известных индийских личностей. Статуя Единства — намного большая копия статуи, установленной в международном аэропорту Ахмедабад. Комментируя проект, сын Рама Сутара Анил Сутар объясняет, что «выражение и поза подчёркивают достоинство, уверенность, железную волю, а также доброту, которую излучает его персона. Голова поднята вверх, платок спущен на бок, как будто он собрался на прогулку».

## Проектирование и строительство
Первоначально были созданы три модели дизайна размером 91 см, 5,5 м и 9,1 м. После утверждения дизайна самой крупной модели было произведено подробное 3D-сканирование, которое легло в основу бронзовой облицовки, отлитой в литейном цехе в Китае.
Статуя высотой 182 метра стоит на 58-метровом пьедестале, общая высота композиции составляет 240 м. Высота 182 метра была специально выбрана в соответствии с количеством мест в Законодательной ассамблее штата Гуджарат.
Статуя была спроектирована инженерной фирмой Larsen & Toubro в Мумбаи и построена в течение трёх с половиной лет усилиями 250 инженеров и 3000 рабочих.
Структура статуи состоит из двух железобетонных опорных цилиндров, которые окружены стальным каркасом. Наружная рельефная оболочка изготовлена из бронзовых пластин толщиной 8 мм. В ходе строительства было использовано 1700 т бронзы, а также 1850 т бронзовой облицовки, 210 000 м³ бетона, 18 500 т арматурной стали и 6500 т стальных конструкций. На высоте 153 метра, на уровне груди, расположена смотровая площадка с окнами, прорезанными в обшивке статуи.
Статуя разделена на 5 зон, из которых публике доступны 3. От основания и до уровня голеней статуи располагается первая зона, которая имеет три уровня и включает выставочную площадь, мезонин и крышу. В ней расположены мемориальный сад и музей. Вторая зона доходит до бёдер, находящихся на уровне 149 метров, а третья простирается до смотровой галереи. Четвёртая зона представляет собой технический этаж, а пятая — голову и плечи статуи. Музей в первой зоне посвящён жизни Пателя и его исторического вклада. Прилегающая аудиовизуальная галерея предлагает пятнадцатиминутную презентацию на ту же тему, а также описывает племенную культуру государства.
Бронзовые пластины были изготовлены в Китае.
Статуя рассчитана на скорость ветра до 220 км/ч и землетрясения магнитудой до 6,5 по шкале Рихтера. Этому способствуют использование двух активных демпферов (каждый весом в 250 тонн), которые обеспечивают максимальную стабильность. Бетонные башни, которые образуют основу ног статуи, содержат по два лифта. Каждый лифт может доставить за один раз в галерею 26 человек всего за 30 секунд.
Памятник вместе с его окрестностями занимает более 20 тыс. м² и окружён искусственным озером площадью 12 км². B дополнение к статуе будут построены центр для посетителей, мемориальный сад, гостиница, конференц-центр и парк развлечений, а также исследовательские центры и институты.
27 декабря 2016 года премьер-министр Моди заложил фундамент для ещё одной колоссальной статуи в Мумбаи, которая должна быть немного выше Статуи Единства. Статуя изображает Шиваджи, короля маратхов XVII века.

Сравнение размеров некоторых известных статуй: Статуя Единства — 240 м (с постаментом), Будда Весеннего Храма (Лушань) — 153 м (с постаментом), Статуя Свободы (Нью-Йорк) — 93 м (с постаментом), Родина-мать (Волгоград) — 87 м (с плитой-основанием), Статуя Христа-Искупителя (Рио-де-Жанейро) и Давид Микеланджело (Флоренция)

## Критика
Строительство обошлось в 430 млн $. Первая фаза проекта (включающая строительство главной статуи, мост, соединяющий статую с берегом реки и реконструкцию двенадцатикилометровой дороги вдоль берегов реки) оценивается в 20,63 миллиарда индийских рупий (340 млн $). Колоссальные расходы на комплекс вызвали волну протестов в стране, где каждый четвёртый из 1,4 миллиарда человек живёт за чертой бедности.